# Aedes periskelatus
Aedes periskelatus är en tvåvingeart som först beskrevs av Giles 1902.  Aedes periskelatus ingår i släktet Aedes och familjen stickmyggor. Inga underarter finns listade i Catalogue of Life.